# 森田真沙也
森田真沙也（日语：／ Morita Masaya，2003年11月16日—），日本男子花样滑冰运动员，2023年全国锦标赛冰舞铜牌得主、2024年全国锦标赛冰舞金牌得主、2025年亚洲冬季运动会冰舞金牌得主。